# فهرست فرودگاه‌ها بر پایه کد ایکائو: V
فهرست فرودگاه‌ها بر پایه کد فرودگاهی ایکائو: A - B - C - D - E - F - G - H - I - J - K - L - M - N - O - P - Q - R - S - T - U - V - W - X - Y - Z
ببینید: فهرست فرودگاه‌ها بر پایه کد یاتا
نحوهٔ چینش اطلاعات:
- ایکائو؛ (یاتا)؛ نام فرودگاه؛ مکان فرودگاه

## VA VE VI VO -هند
همچنین رده و فهرست را ببینید.
نکته: کدهای ایکائو هند با این حروف آغاز می‌شود: VA, VE, VI and VO.

### VA - Mumbai Center (VABF)
- VA47 فرودگاه جالگاون جالگاون
- VAHB (HBX) فرودگاه هوبلی -دارودا / Hubli Air Force Base Hubli
- VAAH (AMD) فرودگاه بین‌المللی سردار ولابهبهی پتل (Ahmadabad Airport) احمدآباد (هندوستان)
- VAAK (AKD) فرودگاه اکولا اکولا
- VAAU (IXU) فرودگاه اورنگ‌آباد اورنگ‌آباد
- VABB (BOM) فرودگاه بین‌المللی چاتراپاتی شیواجی بمبئی (Bombay)
- VABI (PAB) فرودگاه بیلاسپور Bilaspur
- VABJ (BHJ) فرودگاه بوج بوج، گجرات، هند
- VABM (IXG) فرودگاه بلگایوم بلگایوم
- VABO (BDQ) فرودگاه هارنی سیویل / Vadodara Air Force Base وادودارا (Baroda)
- VABP (BHO) فرودگاه راجا بهوجا (Bairagarh Airport) بوپال
- VABV (BHU) فرودگاه باونگر باونگر
- VADN (NMB) فرودگاه دامان دامان
- VAGN (GUX) Guna Airport Guna, India
- VAID (IDR) فرودگاه دیوی اهیلیابای هولکار ایندور
- VAJB (JLR) فرودگاه جبال‌پور جبال‌پور
- VAJJ فرودگاه جوهو بمبئی (Bombay)
- VAJM (JGA) فرودگاه جام‌نگر / Jamnagar Air Force Base جام‌نگر
- VAKD Khandwa Airport Khandwa
- VAKE (IXY) فرودگاه کاندلا (Gandhidham Airport) Gandhidham / Kandla
- VAKJ (HJR) فرودگاه خاجوراهو خاجوراهو
- VAKP (KLH) فرودگاه کولاپور کولاپور
- VAKS (IXK) فرودگاه کشود (Keshod Airport) Keshod
- VALT (LTU) فرودگاه لاتور لاتور
- VAND (NDC) فرودگاه ناندد ناندید
- VANP (NAG) فرودگاه بین‌المللی دکتر باباساهب آمبدکار / Sonegaon Air Force Base ناگپور
- VANR (ISK) فرودگاه گاندی‌نگر ناسیک
- VAPO (PNQ) فرودگاه پون / Lohegaon Air Force Base پونه (Poona)
- VAPR (PBD) فرودگاه پربندر Porbandar
- VARG (RTC) فرودگاه رانتاگیری Ratnagiri
- VARK (RAJ) فرودگاه راجکوت راجکوت
- VARP (RPR) فرودگاه راجپور رای‌پور
- VASL (SSE) فرودگاه سولاپور سولاپور (Solapur)
- VASU (STV) Surat Airport سورات
- VAUD (UDR) فرودگاه اودی‌پور اودی‌پور

### VE - Kolkata Center (VECF)
- VEAN (IXV) فرودگاه الونگ Along
- VEAT (IXA) فرودگاه اگرتلا اگرتلا
- VEAZ Turial Air Force Base ایزوال
- VEBA فرودگاه بهالا Behala - کلکته (Calcutta)
- VEBD (IXB) فرودگاه باگدوگرا / فرودگاه باگدوگرا Bagdogra / شیلیگوری
- VEBG (RGH) فرودگاه بالورگهات Balurghat
- VEBI (SHL) فرودگاه شیلانگ (Barapani Airport) شیلونگ
- VEBS (BBI) فرودگاه بیجو پاتنایک بوبانسور
- VECA پایگاه نیروی هوایی چابوا Dibrugarh
- VECC (CCU) فرودگاه بین‌المللی نتاجی سوباش چاندرا بوز کلکته (Calcutta)
- VECK فرودگاه چاکولیا Chakulia
- VECO (COH) فرودگاه کوچ بیهار Cooch Behar
- VEDB (DBD) Dhanbad Airport دانباد
- VEDZ (DEP) فرودگاه داپورییو Daporijo
- VEGK (GOP) Gorakhpur Air Force Base گوراکپور
- VEGT (GAU) فرودگاه بین‌المللی لوکپریرا گوپیناز بوردولوئی (Guwahati Int'l) / فرودگاه بین‌المللی لوکپریرا گوپیناز بوردولوئی گواتی
- VEGY (GAY) فرودگاه گایا گایا (هند)
- VEHK Hirakud Airport Hirakud
- VEIM (IMF) فرودگاه ایمفال (Tulihal Airport) ایمفال
- VEJH فرودگاه جهارسوگودا Jharsuguda
- VEJP (PYB) Jeypore Airport Jeypore
- VEJS (IXW) فرودگاه سانری جمشدپور
- VEJT (JRH) Jorhat Air Force Base Jorhat
- VEKM (IXQ) فرودگاه کمال‌پور Kamalpur
- VEKR (IXH) فرودگاه کایلاشهر Kailashahar
- VEKU (IXS) فرودگاه سیچار (Kumbhirgram Air Force Base) Silchar
- VEKW (IXN) فرودگاه خوایی Khowai
- VELP (AJL) فرودگاه لنگپوی ایزوال
- VELR (IXI) فرودگاه لیلاباری North Lakhimpur
- VEMH (LDA) فرودگاه مالدا Malda
- VEMN (DIB) فرودگاه دایبروگار (Mohanbari Airport) Dibrugarh
- VEMR (DMU) فرودگاه دیماپور (Dimapur Air Force Base) Dimapur
- VEMZ (MZU) فرودگاه مظفرپور مظفرپور
- VEPG (IXT) فرودگاه پاسیگات Pasighat (Passighat)
- VEPH فرودگاه پاناگاره Panagarh
- VEPT (PAT) فرودگاه لوک نایاک جایاپراکاش (Patna Airport) پتنا
- VEPU (PUI) فرودگاه پورنئا پورنیا (هند) (Purnea)
- VERC (IXR) فرودگاه بیرسا موندا (Ranchi Airport) رانچی
- VERK (RRK) فرودگاه رورکلا رورکلا
- VERL فرودگاه راکشااول Raxaul
- VERU (RUP) فرودگاه راپسی Rupsi
- VETJ (TEI) فرودگاه تزو Tezu
- VETZ (TEZ) فرودگاه تزپور (Tezpur Air Force Base) Tezpur
- VEVZ (VTZ) فرودگاه ویساکاپاتنام ویساکاپاتنام (Vishakhapatnam)
- VEZO (ZER) فرودگاه زیرو Ziro, India

### VI - Delhi Center (VIDF)
- VIAG (AGR) فرودگاه آگره / فرودگاه آگره آگره
- VIAL (IXD) فرودگاه الله‌آباد الله‌آباد (هند)
- VIAM امبالا پایگاه نیروی هوایی امبالا
- VIAR (ATQ) فرودگاه بین‌المللی سری گرو رام داس جی (Amritsar Int'l) امریتسار
- VIAX Adampur Air Force Base ادامپور / جلندر
- VIBK (BKB) Nal Air Force Base بیکانر
- VIBL Bakshi Ka Talab Air Force Base بریلی
- VIBN (VNS) فرودگاه بنارس بنارس
- VIBR (KUU) فرودگاه بونتار Kullu / Manali
- VIBT (BUP) Bhisiana Air Force Base باتیندا
- VICG (IXC) فرودگاه چندی‌گر (Chandigarh Air Force Base) چندی‌گر
- VICX فرودگاه کان‌پور کان‌پور
- VIDD فرودگاه سفدرجونگ (Safdarjung Air Force Station) دهلی نو
- VIDN (DED) فرودگاه جالی گرنت دهرادون
- VIDP (DEL) فرودگاه بین‌المللی ایندیرا گاندی دهلی نو
- VIGG (DHM) فرودگاه گاگال (Kangra Airport) Kangra / Dharamsala
- VIDX پایگاه نیروی هوایی هیندن قاضی‌آباد (هند)
- VIGR (GWL) فرودگاه گوالیور / Maharajpur Air Force Base گوالیور
- VIHR (HSS) Hissar Airport حصار (هند)
- VIJN فرودگاه جانسی جانسی
- VIJO (JDH) فرودگاه جوداپور / Jodhpur Air Force Base جوداپور
- VIJP (JAI) فرودگاه بین‌المللی جایپور (Sanganer Airport) جایپور
- VIJR (JSA) فرودگاه جیزلمر جیسلمیر (Jaiselmer)
- VIJU (IXJ) فرودگاه جامو جامو
- VIKA (KNU) فرودگاه کان‌پور (Chakeri Airport) کان‌پور
- VIKJ (HJR) فرودگاه خاجوراهو خاجوراهو (see VAKJ)
- VIKO (KTU) فرودگاه کوتا کوتا
- VILD (LUH) فرودگاه سهنول لودهیانا
- VILH (IXL) فرودگاه کوشک باکولا ریمپچ له
- VILK (LKO) فرودگاه اماوسی لکهنو
- VIPK (IXP) فرودگاه پاتانکوت Pathankot
- VIPT (PGH) فرودگاه پانتنگار (Pantnagar Airport) Pant Nagar / نینیتال
- VISM (SLV) فرودگاه شیملا شیملا
- VISR (SXR) فرودگاه سرینگر / Srinagar Air Force Base سرینگر
- VIST (TNI) فرودگاه ساتنا ساتنا
- VISX () Sirsa Air Force base سیرسا
- VIUT Uttarlai Airport Uttarlai
- VIUX Udhampur Air Force Base Udhampur

### VO - Chennai Center (VOMF)
- VOAR فرودگاه اینز راجالی ARAKKONAM AIR BASE Arakkonam
- VOBI (BEP) فرودگاه بلاری بلاری
- VOBL (BLR) فرودگاه بین‌المللی بنگالورو بنگالورو
- VOBG فرودگاه بین‌المللی هل بنگلر Bangalore - Old
- VOBR Bidar Air Force Station بیدر
- VOBZ (VGA) فرودگاه ویجیاوادا ویجیاوادا
- VOCB (CJB) فرودگاه کویمباتور کویمباتور
- VOCC فرودگاه اینز گارودا Kochi
- VOCI (COK) فرودگاه بین‌المللی کوچین (Kochi Int'l) Kochi / Nedumbassery
- VOCL (CCJ) فرودگاه بین‌المللی کالیکوت (Karipur Airport) کالیکوت (Calicut)
- VOCP (CDP) فرودگاه کوداپاه Cuddapah
- VOCX (CBD) پایگاه نیروی هوایی کار نیکوبار Car Nicobar
- VODG آموزشگاه نیروی هوایی دوندیگول حیدرآباد (هند)
- VODK فرودگاه دوناکوندا Donakonda
- VOGB فرودگاه گالبارگاگلبرگه
- VOGO (GOI) فرودگاه دابولیم (Goa Airport) / Dabolim Navy Airbase فرودگاه دابولیم
- VOHK پایگاه نیروی هوایی حکیمپت سکندرآباد، تلانگانا
- VOHY فرودگاه بگومپت حیدرآباد (هند)
- VOHS (HYD) فرودگاه بین‌المللی راجیو گاندی حیدرآباد (هند)، هند
- VOMD (IXM) فرودگاه مادوری مادورای
- VOML (IXE) فرودگاه منگالور (هند) منگلور
- VOMM (MAA) فرودگاه بین‌المللی چنای چنای / چنای
- VOMY (MYQ) فرودگاه مایسور مانداکالی میسور
- VONV (NVY) Neyvafli Airport Neyvafli
- VOPB (IXZ) فرودگاه بین‌المللی ویر سوارکار (Port Blair Airport) پورت بلر
- VOPC (PNY) فرودگاه پاندیچری Pondicherry، پودوچری
- VOPN (PUT) فرودگاه سری ساثیا سای Puttaparthi
- VORG (RMD) Ramagundam airport راماگوندام
- VORY (RJA) فرودگاه راجا هموندری راجاماهندری
- VOSM (SXV) فرودگاه سالم (هند) سالم (هند)
- VOSX پایگاه نیروی هوایی سولور کویمباتور
- VOTJ پایگاه نیروی هوایی تانجاوور تانجاوور (Thanjavur)
- VOTP (TIR) فرودگاه تیروپاتی Tirupati (Tirupathi)
- VOTR (TRZ) فرودگاه تیروچیراپالی تیروچیراپالی (Trichy)
- VOTV (TRV) فرودگاه بین‌المللی تریواندروم (formerly Trivandrum Int'l) تریواندروم
- VOTX پایگاه نیروی هوایی تامبارام چنای
- VOWA (WGC) فرودگاه واراناگل واراناگل (Warrangal)
- VOYK پایگاه نیروی هوایی یلاهانکا Yelahanka

## VC -سری‌لانکا
همچنین رده و فهرست را ببینید.
- VCBI (CMB) فرودگاه بین‌المللی باندرانیکی کلمبو
- VCCA (ADP) فرودگاه اس‌ال‌ای‌اف انوردهاپورا انورادهاپورا
- VCCB (BTC) فرودگاه اس‌ال‌ای‌اف بتیکالوا باتیکالوا
- VCCC (RML) فرودگاه راتمالانا کلمبو
- VCCG (GOY) فرودگاه اس‌ال‌ای‌اف اسپارا Gal Oya
- VCCJ (JAF) فرودگاه اس‌ال‌ای‌اف پالالی جافنا
- VCCK (KCT) فرودگاه اس‌ال‌ای‌اف کوگالا گالی
- VCCN فرودگاه اس‌ال‌ای‌اف کاتوکوروندا کالوتارا
- VCCT (TRR) فرودگاه اس‌ال‌ای‌اف چاینا بی ینکومالی
- VCCW (WRZ) فرودگاه بین‌المللی ویراویلا

## VD -کامبوج
همچنین رده و فهرست را ببینید.
- VDBG (BBM) – فرودگاه باتم‌بنگ – باتم‌بنگ
- VDKC (KZK) – Kampong Cham Airport – Kampong Cham
- VDKH (KZC) – فرودگاه کامپنگ چهنانگ – Kompong Chhnang
- VDKK (KKZ) – Koh Kong Airport – Koh Kong
- VDKT (KTI) – Kratie Airport – کراتی
- VDMK – Mondulkiri Airport – Mondulkiri
- VDPP (PNH) – فرودگاه بین‌المللی پنوم پن (Pochentong International) – پنوم‌پن
- VDRK (RBE) – فرودگاه راتاناکیری – Ratanankiri
- VDSR (REP) – فرودگاه بین‌المللی سیم ریپ – سیه‌م رئاپ
- VDST (TNX) – فرودگاه استونگ ترنگ – استونگ‌ترنگ
- VDSV (KOS) – فرودگاه بین‌المللی سیهانکویل – سیهانوکویل

## VG -بنگلادش
همچنین رده و فهرست را ببینید.
- VGBR (BZL) فرودگاه باری، ایتالیا باریسال
- VGCB (CXB) فرودگاه کاکس بازار Cox's Bazar
- VGCM (CLA) Comilla Airport Comilla
- VGEG (CGP) فرودگاه بین‌المللی شاه امانت (M.A. Hannan Int'l) شهرستان چیتاگونگ
- VGIS (IRD) فرودگاه ایشوردی Ishurdi
- VGJR (JSR) فرودگاه جسور ناحیه جسور
- VGSH (ZHM) Shamshernagar Airport  Shamshernagar
- VGSY (ZYL) فرودگاه بین‌المللی عثمانی سیلت (بنگلادش)
- VGTJ (DAC - prior to 1981) فرودگاه تیگائون داکا
- VGHS (DAC) فرودگاه بین‌المللی شاه‌جلال داکا

## VH -هنگ کنگ
همچنین رده و فهرست را ببینید.
- VHHH (HKG) فرودگاه بین‌المللی هنگ‌کنگ Chek Lap Kok
- VHSK فرودگاه شک کنگ Shek Kong (former نیروی هوایی سلطنتی بریتانیا Shek Kong)
- VHST (HHP) فرودگاه هانگ کنگ–ترمینال مکاو فری هنگ کنگ Sheung Wan

## VL -لائوس
همچنین رده و فهرست را ببینید.
- VLAO (LVT) فرودگاه بین‌المللی واتایی وینتیان
- VLAP (AOU) Attopeu Airport اتاپیو
- VLHS (OUI/HOE) فرودگاه بن هوویسای (Ban Houei Sai/Ban Houay Xay) Ban Hat Tai
- VLKG (KOG) Khong Airport Khong Island
- VLLB (LPQ) فرودگاه بین‌المللی لوآنگ پرابانگ لوآنگ پرابانگ
- VLLN (LXG) فرودگاه لوانگ‌نامزا لوانگ نامتا
- VLOS (ODY) Oudomsay Airport موانگ شای
- VLPS (PKZ) فرودگاه بین‌المللی پاکسه پاکسه
- VLSB (ZBY) Sayaboury Airport ساینیابولی
- VLSK (ZVK) فرودگاه ساوانخت ساواناخت
- VLSN (NEU) Sam Neua Airport Sam Neua
- VLSV (VNA) Saravane Airport Saravane
- VLTK (THK) Thakhek Airport تاخک
- VLVT (VTE) فرودگاه بین‌المللی واتایی وینتیان (Viangchan)
- VLXK (XKH) Xieng Khouang Airport Xieng Khouang

## VM -ماکائو
همچنین رده و فهرست را ببینید.
- VMMC (MFM) فرودگاه بین‌المللی ماکائو Taipa

## VN -نپال
همچنین رده و فهرست را ببینید.
- VNBG (BJH) فرودگاه باجهانگ Bajhang
- VNBJ (BHP) فرودگاه بهوجپور Bhojpur
- VNBL (BGL) Baglung Airport Baglung
- VNBP (BHR) فرودگاه بهاراتپور Bharatpur
- VNBR (BJU) فرودگاه باجورا Bajura
- VNBT (BIT) Baitadi Airport Baitadi
- VNBW (BWA) فرودگاه گوتاما بودا Bhairahawa
- VNDP (DOP) فرودگاه دولپا Dolpa
- VNJL (JUM) فرودگاه جوملا Jumla
- VNKT (KTM) فرودگاه بین‌المللی تریبهوان کاتماندو
- VNLD (LDN) فرودگاه لامیداندا Lamidanda
- VNLK (LUA) فرودگاه تنزینگ-هیلاری Lukla
- VNLT (LTG) Langtang Airport Langtang
- VNMA (NGX) فرودگاه منانگ Manang
- VNMG (MEY) فرودگاه مگهاولی Meghauli
- VNMN (XMG) فرودگاه ماهندرانگار  Mahendranagar
- VNNG (KEP) فرودگاه نپالگونج Nepalgunj
- VNPK (PKR) فرودگاه پوکارا پوخارا
- VNPL (PPL) فرودگاه فاپلو Phaplu
- VNRB (RJB) Rajbiraj Airport Rajbiraj
- VNRC (RHP) فرودگاه رامچاپ Ramechhap
- VNRK (RUK) فرودگاه روکومکوت Rukumkot
- VNRP (RPA) Rolpa Airport Rolpa
- VNRT (RUM) فرودگاه رومجاتار Rumjatar
- VNSB (SYH) فرودگاه سینگابوچ فرودگاه سینگابوچ
- VNSK (SKH) فرودگاه سورخت Surkhet
- VNSR (FEB) فرودگاه سنفبگر Sanfebagar
- VNST (IMK) فرودگاه سیمیکوت Simikot
- VNTJ (TPJ) فرودگاه تاپلجونگ Taplejung
- VNTP (TPU) فرودگاه تیکاپور Tikapur
- VNTR (TMI) فرودگاه تاملینگتار Tumlingtar
- VNVT (BIR) فرودگاه بیراتناگر Biratnagar

## VQ -پادشاهی بوتان
همچنین رده و فهرست را ببینید.
- VQPR (PBH) فرودگاه پارو Paro
- VQTU (QJC) Thimbu Airport تیمفو

## VR -مالدیو
همچنین رده و فهرست را ببینید.
- VRMG (GAN) فرودگاه بین‌المللی گن Gan Island، Seenu Atoll
- VRMH (HAQ) فرودگاه هانیمادهو Hanimaadhoo Island، Haa Dhaalu Atoll
- VRMK (KDO) فرودگاه کادهو Kadhdhoo Island، Laamu Atoll
- VRMM (MLE) فرودگاه بین‌المللی ابراهیم نصیر Hulhulé Island، North Malé Atoll
- VRMT (KDM) فرودگاه داخلی کاددهو Kaadedhdhoo Island، Gaafu Dhaalu Atoll
- VRMR (FVM) Fuvahmulah Airport Fuvahmulah Island، Gnaviyani Atoll

## VT -تایلند
همچنین رده و فهرست را ببینید.
- VTBC Chanthaburi Airstrip (Royal Thai Navy) Chantaburi (Chanthaburi)
- VTBD (DMK) فرودگاه بین‌المللی دن موئنگ (Old Bangkok International Airport) بانکوک
- VTBF (PYX) Pattaya Airpark پاتایا
- VTBG Kanchanaburi Airport Kanchanaburi
- VTBL (KKM) Khok Kathiam Air Force Base لوپبوری
- VTBN Pranburi Airport پراچواپ خیری خان
- VTBO (TDX) فرودگاه ترات Trat
- VTBP Prachuap Khiri Khan Military Airport پراچواپ خیری خان
- VTBS (BKK) فرودگاه بین‌المللی سووارنابومی (New Bangkok International Airport) Samut Prakan (near Bangkok)
- VTB? (QHI) Sattahip Airport چونبوری (Chon Buri)
- VTBT Bang Phra Airport چونبوری (Chon Buri)
- VTBU (UTP) فرودگاه بین‌المللی یو-تاپائو (Utapao/U-Taphao) Rayong (near پاتایا)
- VTBW Watthana Nakhon Airport Watthana Nakhon / پراچینبوری
- VTCC (CNX) فرودگاه بین‌المللی چیانگ مای چیانگ مای
- VTCH (HGN) فرودگاه مائه هنگ سون Mae Hong Son
- VTCL (LPT) فرودگاه لمپانگ Lampang
- VTCM Ban Thi Airport (Lanna Airfield) چیانگ مای
- VTCN (NNT) فرودگاه نان نان (تایلند)
- VTCO فرودگاه لامپهون Lamphun
- VTCP (PRH) Phrae Airport Phrae
- VTCR فرودگاه چیانگ رای Chiang Rai
- VTCS Mae Sariang Airport Mae Sariang
- VTCT (CEI) فرودگاه بین‌المللی مائه فه لوانگ-چینگ رایی Chiang Rai
- VTPB (PHY) فرودگاه فچابون Phetchabun
- VTPH (HHQ) فرودگاه هوا هین Hua Hin / پراچواپ خیری خان
- VTPI (TKH) پایگاه نیرو هوایی تاخلی رویال تای Nakhon Sawan
- VTPL Lom Sak Airport Lom Sak / پتچابون
- VTPM (MAQ) فرودگاه مائه سوت Mae Sot
- VTPO (THS) فرودگاه سوخوتاهی سوخوتای
- VTPP (PHS) فرودگاه فیتسانولوک فیتسانولوک
- VTPR Photharam Airport (Potaram Ratchaburi Airport) Photharam
- VTPT (TKT) Tak Airport Tak
- VTPU (UTR) Uttaradit Airport اوتارادیت
- VTPY Phumipol Dam Airport Phumipol Dam / Khuan Phumiphon
- VTSB (URT) فرودگاه سورات Surat Thani
- VTSC (NAW) فرودگاه ناراتیوات Narathiwat
- VTSE (CJM) Chumphon Airport استان چومپون
- VTSF (NST) فرودگاه ناخون سی تاممارات ناخون سی تاممارات
- VTSG (KBV) فرودگاه کرابی کرابی
- VTSH (SGZ) Songkhla Airport Songkhla
- VTSK (PAN) Pattani Airport پاتانی
- VTSM (USM) فرودگاه ساموی جزیره ساموی (Ko Samui)
- VTSN Cha Ian Airport (Cha Eian Airport) ناخون سی تاممارات
- VTSP (HKT) فرودگاه بین‌المللی پوکت پوکت
- VTSR (UNN) فرودگاه رانونگ Ranong
- VTSS (HDY) فرودگاه بین‌المللی هت یای Hat Yai / Songkhla
- VTST (TST) فرودگاه ترانگ Trang
- VTUD (UTH) فرودگاه بین‌المللی اودن تانی اودون تانی
- VTUI (SNO) فرودگاه سکن نخون ساکون ناخون
- VTUJ (PXR) Surin Airport استان سورین
- VTUK (KKC) فرودگاه خون‌کائن خون کاین
- VTUL (LOE) فرودگاه لوئی Loei
- VTUN پایگاه نیروی هوایی کورات رویال تای ناخون راتچاسیما (Khorat)
- VTUO (BFV) فرودگاه بوریرام بوریرام (Buri Ram)
- VTUQ (NAK) فرودگاه ناخون راتچاسیما ناخون راتچاسیما (Khorat)
- VTUR Rob Muang Airport روی ات (Roiet)
- VTUU (UBP) فرودگاه اوبون راتچاتانی یوبون راتچاتانی
- VTUV (ROI) فرودگاه روی ات (Roiet Airport) روی ات (Roiet)
- VTUW (KOP) فرودگاه ناخون فانوم ناخون پانوم

## VV -ویتنام
همچنین رده و فهرست را ببینید.
- VVBM (BMV) فرودگاه بوون ما تووت بون ما توت
- VVCI (HPH) فرودگاه بین‌المللی کت بای هایفونگ
- VVCL فرودگاه کم لی دا لات
- VVCM (CAH) فرودگاه کا مائو کا مائو
- VVCR (CXR) فرودگاه بین‌المللی کام رانح نها ترنگ
- VVCS (VCS) فرودگاه کان داو Con Dao
- VVCT (VCA) فرودگاه بین‌المللی کن دو کان تو
- VVDB (DIN) فرودگاه دین‌بین‌فو دین‌بین‌فو
- VVDL (DLI) فرودگاه بین‌المللی لین کنگ دا لات
- VVDN (DAD) فرودگاه بین‌المللی دا نانگ دانانگ
- VVGL فرودگاه گیا لم هانوی
- VVNB (HAN) فرودگاه بین‌المللی نوا به هانوی
- VVNS (SQH) فرودگاه ناسان سون لا
- VVNT (NHA) پایگاه هوایی آنها ترانگ نها ترنگ
- VVPB (HUI) فرودگاه بین‌المللی فو بای هوء
- VVPC (UIH) فرودگاه فو کت کوی نون
- VVPK (PXU) فرودگاه پلیکو پلیکو
- VVPQ (PQC) فرودگاه فو کوئوک فو کوک
- VVPT (PHH) Phan Thiet Airport فان تیئت
- VVRG (VKG) فرودگاه راچ گیا راچا گیا
- VVTH (TBB) فرودگاه دنگ تاک توی هوئا
- VVTS (SGN) فرودگاه سایگون هوشی‌مین
- VVVH (VII) Vinh Airport وین، ویتنام
- VVVT (VVT) فرودگاه وونگ تائو وونگ تائو

## VY -میانمار(برمه)
همچنین رده و فهرست را ببینید.
- VYAS Anisakan Airport Anisakan
- VYBG (NYU) فرودگاه نیانگ ایو Bagan (Pagan)
- VYBM (BMO) فرودگاه بهامو Bhamo
- VYCI Coco Island Airport Coco Island
- VYCZ فرودگاه ماندالای چانمیاتازی ماندالی
- VYDW (TVY) فرودگاه داوی داوی (Tavoy)
- VYEL فرودگاه نایپیداو (Ela Airport) نایپیداو
- VYGG (GAW) Gangaw Airport Gangaw
- VYGW (GWA) Gwa Airport Gwa
- VYHB Hmawby Airport (military) Hmawby
- VYHH (HEH) فرودگاه هه‌هو Heho
- VYHL (HOX) Homalin Airport Homalin (Hommalin)
- VYHN (TIO) Tilin Airport Tilin
- VYKG (KET) فرودگاه کنگتونگ Kengtung (Kengtong)
- VYKI (KHM) فرودگاه خمتی Khamti
- VYKL (KMV) فرودگاه کالایمیو Kalaymyo (Kalemyo)
- VYKP (KYP) فرودگاه کیاوکپیو Kyaukpyu
- VYKT (KAW) فرودگاه کاوتونگ Kawthaung (Kawthoung)
- VYKU (KYT) Kyauktu Airport Kyauktu
- VYLK (LIW) فرودگاه لوئی‌کائو لویکاو
- VYLS (LSH) فرودگاه لاشیو Lashio
- VYLY Lanywa Airport Lanywa
- VYMD (MDL) فرودگاه بین‌المللی ماندالای ماندالی
- VYME (MGZ) فرودگاه مییک Myeik (Mergui)
- VYMK (MYT) فرودگاه مییتکیینا Myitkyina (Pamti)
- VYML Meiktila Airport (military) Meiktila
- VYMM (MNU) فرودگاه ماولامیاینگ ماولامیاین (Mawlamyine)
- VYMN (MGU) Manaung Airport Manaung
- VYMO (MOE) Momeik Airport Momeik
- VYMS (MOG) فرودگاه مونگسات Monghsat (Mong Hsat)
- VYMT (MGK) Mong-Tong Airport Mong-Tong (Hong Ton)
- VYMW (MWQ) Magwe Airport Magwe
- VYMY Monywar Airport Monywar
- VYNP West Nampong Airport (military) Myitkyina
- VYNS (NMS) Namsang Airport Namsang
- VYNT (NYT) فرودگاه نایپیداو نایپیداو
- VYPA (PAA) Hpa-An Airport پا-آن (Pa-An)
- VYPK (PAU) Pauk Airport Pauk
- VYPN (BSX) فرودگاه پاتین پاتین (Bassein)
- VYPP (PPU) Hpapun Airport Hpapun
- VYPT (PBU) فرودگاه پوتائو Putao
- VYPU (PKK) Pakokku Airport Pakokku
- VYPY (PRU) Pyay Airport Pyay (Prome)
- VYST Shante Airport (military) Shante
- VYSW (AKY) فرودگاه سیتو Sittwe
- VYTD (SNW) فرودگاه تاندوه Thandwe
- VYTL (THL) فرودگاه تاچیلک Tachilek (Tachileik)
- VYYE (XYE) Ye Airport Ye
- VYYY (RGN) فرودگاه بین‌المللی یانگون یانگون (Rangoon)